# Тюркская мифология
Тюркская мифология (Мифология тюркоязычных народов) — совокупность мифологических представлений среди различных народов, говорящих на тех или иных тюркских языках. Одним из компонентов мифологии тюркских народов является древнетюркская мифология.
Мифология тюркоязычных народов делится на ряд подгрупп, преимущественно по регионам расселения тюркских народов и, собственно, на древнетюркскую.

## Древнетюркская мифология
Источниками по древнетюркской мифологии являются преимущественно рунические памятники, а также сведения из китайских, арабских, византийских, персидских и армянских источников.
Нет полной ясности о схеме древнетюркского пантеона, так, Жан-Поль Ру предположил, что остались не исследованными народные верования и культы (а только царский), Л. П. Потапов выразил убеждение о том, что почитание основных божеств было распространено во всех группах и слоях древнетюркского общества. Также Л. П. Потапов несколько критично отнёсся к реконструкции религиозно-мифологической системы И. В. Стеблевой.
С. Г. Кляшторный выделяет шесть основных мифологических сюжетов, делящихся, в свою очередь, на три мифотворческих цикла:
- Космогония и космология

1. Миф о сотворении и устройстве мира — содержится в некоторых древнетюркских рунических памятниках: Когда было сотворено (или возникло) вверху голубое небо (и) внизу темная (букв.: буря) земля, между (ними) обоими были сотворены (или: возникли) сыны человеческие (то есть люди). Над сынами человеческими воссели мои предки Бумын-каган и Истеми-каган. Сев (на царство), они поддерживали и устраивали племенной союз и установления тюркского народа.
2. Миф о космической катастрофе — представленная, например, в «Книге гаданий», мысль о том, что неурядицы среди людей связаны с потрясениями в окружаемом мире. Так, гибель государства может привести к двум событиям — волнению среди народа и к бедствию, когда земля «разверзается», а небо «давит». Здесь мятежи приравнены к космической катастрофе.
- Пантеон и социум

1. Мифы о богах и божественных силах
2. Миф о божественном сотворении государства и небесном рождении каганов — поздний миф, возникший уже после сложения тюркского государства. Во-многих рунических памятниках подчёркивается небесное происхождение каганов и тюркского эля.
- Этногония[7] и генеалогия

1. Миф о происхождении племени тюрк
2. Мифы о первопредках — культурных героях

## Древнетюркский пантеон богов
Как указывает С. Г. Кляшторный, в орхонских рунических памятниках упоминаются чётко лишь три божества — Тенгри, Умай и Ыдук Йер-Суг. Историк И. В. Стеблева предложила расположить древнетюркские божества по «уровням» — высший — Тенгри, затем Умай, третий уровень — Йер-Суг, и, наконец, культ предков. Как пишет С. Г. Кляшторный, доказательно тут только помещение Тенгри во главе пантеона.

Сегодня много исследователей склоняются к тому, что воззрения ранних тюрков были трихотомическими, то есть делили макрокосм на Нижний, Верхний и Средний миры. В енисейских текстах упомянут Эрклиг-хан: «Нас было четверо, нас разлучил Эрклиг (повелитель подземного мира), о горе!».
Из тех мест, где говорится о земле и воде (Йер-Су), тоже можно вывести заключение, что имеется в виду земля и вода как единое божество, а не как собрание духов земли. Из отдельных божеств упоминается только Умай, дух покровитель младенцев, с которым хан сравнивает свою мать. Почитание Умай сохранилось и в новейшее время у последних тюркских шаманистов в Алтае.
Эрлик (Ерлик хан)
Эрлик (Ерлик хан) в тюркской, монгольской и алтайской мифологии владыка подземного мира, рогатое божество царства мёртвых.
По представлениям камов (шаманов), у Эрлик-хана чёрные, густые, кудрявые волосы (Жалбыр чачту пос Эрлик — упрямый Эрлик с развивающимися волосами), спускающиеся на плечи, большие чёрные усы, которые он закладывает за уши, длинная до колен борода. Челюсти подобны кожемялке, рога подобны корню дерева. Одевается Эрлик в семь медвежьих шкур, спит на семи чёрных бобрах. Меч его сделан из зелёного железа, а чаша из человеческого черепа. Ездовым животным Эрлика является могучий чёрный бык, которого он погоняет вместо плётки луновидным топором.
Подземный мир Эрлика находится на западе и начинается с земной щели, которая является дверью в него. По мифологии алтайцев этот мир состоит из девяти слоёв или ярусов, на которых живут сыновья Эрлика. Алтайские язычники почитают всех сыновей Эрлика, знают их имена и совершают им жертвоприношения родового характера. В нижнем мире тоже есть солнце и луна, но они светят тускло, поэтому там царит вечный полумрак. У входа в нижний мир есть чёрный пень, котёл с кипящей водой. Имеются там обширные болота, озеро, наполненное слезами людей, красное озеро, образовавшееся из крови убитых или случайно смертельно порезавшихся, а также самоубийц. Далее — бездонное чёрное озеро с мостом из одного конского волоса. За чёрным озером расположена область умерших предков. За местом обитания умерших предков в подземном мире живут дочери Темир-кана, первого сына Эрлика. Сам Темир-кан живёт здесь же в большой юрте, рядом с которой стоит коновязь.
По языческой мифологии алтайцев Ерлик-хан живёт во дворце из чёрной грязи или синего (чёрного) железа на берегу реки Тойбодым из людских слёз, через которую перекинут мост из одного конского волоса. Его стерегут чудовища — дьутпа. У дворца стоят караульные — слуги Эрлика (эльчи) с багром (кармак).
По языческой мифологии алтайцев Эрлик-хан по силе равновелик Ульгеню, он принимает не менее активное участие в творении мира, чем Кудай (Ульгень). В шаманских призывах к Эрлику обращаются как к отцу «адам Эрлик». От Эрлика люди получают бесценный дар — искусство проникновения в другие миры. Первый кам принял свой дар и бубен (тунур) от Эрлика.
Хакасы считали, что Эрлик-хан имеет отвратительную внешность. Расстояние между глазами — четверть (18 см), расстояние между ушей — сажень (2.13 м), голова величиной с круг дымового отверстия юрты, лоб величиной с дно казана. Он носит большую чёрную бороду длиной до поясницы. Ездит на чёрном аргамаке, держа в руках плеть в виде чёрной змеи.
Имя Эрлик-хана, как божества злой силы, встречается уже в кыргызских рунических надписях в форме Эрклиг, что значит «могучий». Хакасы иносказательно именовали его Чир Худайы, то есть «бог Земли», а шаманы его величают Адам хан — то есть «Великий Отец». В мифологии обитает на седьмом (в вариантах — девятом) слое («таме») подземного мира. Дворцом Эрлик-хана служит семиугольная медная юрта, стоящая в устье семи морей (в вариантах — девяти), на берегу Огненного и Отравленного морей («От Талайнанг Оо Талай»). Дуновение теплого легкого ветерка (тан) хакасы воспринимали как дыхание подземного божества Эрлик-хана. Он из подлости пытается навредить людям. Во время дуновения теплого ветра (тан) запрещалось дышать открытым ртом. Если его вдохнуть, то человека разобьет паралич. Поэтому паралич по-хакасски называется тан сапханы досл. «удар ветра». С какого бока обдует Эрлик-хан, та сторона и будет подвержена параличу.
Кудай(Худай)
Кудай (или Худай)— верховное божество по тюркской мифологии. Известен также под именем Ульгень.
В языческой мифологии тюркских народов Кудай (Худай) вместе со своим братом Эрликом (Ерлик-хан) создавал сушу и растения, горы, моря, деревья. По древтюркской мифологии Кудай сотворил из глины человека, а Эрлик вдохнул в него душу. Кудай сотворил собаку, но не дал ей шерсти, это сделал Эрлик. Кудай создал первых животных — коня, овцу, корову, а Эрлик — верблюда, медведя, барсука, крота. Кудай спустил с неба молнию, повелевал громом. Он состязался с Эрликом, который проиграл ему в споре кому быть творцом, а затем они разделили народ между собой. Имел девятерых сыновей, от которых берут начало сеоки кыпчак, майман, тодош, тонжаан, комдош, тьюс, тогус, кузен, кердаш и Дочь Ару Кыздар (Ару Кызлар). Дух-хозяин Алтая считается сыном Кудая. Другая версия свидетельствует о том, что поначалу появился Юч-Курбустан и создал Кудая и Эрлика, которые в дальнейшем на равных участвовали в сотворении мира.
Кайра хан (Кайракан)
Кайракан — особо почтительное обращение к богам у алтайцев, олицетворение неба как начала всего сущего, главный среди богов, прародитель рода человеческого.
По алтайской мифологии Кайракан создал само голубое небо, состоящее из множества слоёв, на которых есть деревья, камни, железо, озёра с его обитателями, и самый верхний 17-й ярус избрал местом своего постоянного проживания, считается, что когда заговорит Кайракан, тогда гремит гром и сверкает молния, в этом случае скребут железо, брызгают аракы-чегень, обращаясь к Алтаю, луне, солнцу, окуривают можжевельником (арчын) огонь. На земле в качестве защитника и учителя людей он оставил великого Майдере. Кайракан создал трёх огромных рыб, на спинах которых он укрепил землю. По языческой мифологии Кайракан создал рогатое божество, которого впоследствии назвал Эрликом.
Кайракан и Эрлик хан тихо парили над водой, подобно двум чёрным гусям, но человек захотел подняться выше Кайракана, за эту дерзость он был наказан. Он утратил способность летать, и был низвергнут в бездонные воды. Кайракан велел подняться из моря звезде, чтобы человек, не умеющий летать, мог сесть на неё. По велению Кайракана человек спустился на дно моря и достал из глубины землю. Эту землю Кайракан рассыпал по поверхности вод и создал землю. Но Эрлик утаил во рту часть добытой земли, за что Кайракан прогнал его под землю. Он отправил Мангдышире для борьбы с Эрликом и дал ему копьё, которым тот разрушил небо Эрлика, разлетевшееся на мелкие кусочки, которые упали на землю. Кайракан вырастил на земле дерево с девятью ветвями и под каждой ветвью создал по человеку; эти девять человек были прародителями девяти алтайских племён. На слоях неба Кайракана обитает множество небожителей, большинство из которых являются покровителями алтайских сеоков. Из Кайракана путём эманации возникли три высших божества — Бай-Ульгень, Кызыган-тенери и Мерген-тенери.
Умай
Умай — древнейшее женское божество в тюркской, монгольской и алтайской мифологии. Самые древние упоминания божества известны в древнетюркском письме.
В. В. Бартольд также считал Умай женским божеством и покровительницей детей Изображалась богиня-мать с золотыми волосами, с гребневидной прической.
Игрища её располагались на Сурун-горе, она владела молочным озером (Сут кёл), в котором омываются родовые духи шаманов и очищаются души людей. Чистая Умай (Май-Эне) спустилась от Ак-Ульгеня.
Функции Умай у алтайцев теленгитов выполняла Дьайачы, имя которой означает «творец» (имя собирательное). У шаманистов Умай выполняет функции покровительницы рожениц, помогает им при родах, обрезает белой щепкой пуповину ребёнку. Она не только добрый дух, но и ангел смерти, который берёт душу умирающего. Кроме того, от неё зависело плодородие. Считается, что Умай спустилась на землю с двумя берёзами
Символические изображения, посвященные Умай (Май-иче) у шаманов шорцев — маленький лук со стрелой, которые вешались над колыбелью, берестяная люлька, проткнутая стрелкой (для мальчика) или веретеном (для девочки), деревянная стрела, которую клали в колыбель. Телеутские язычники представляли Май-энэ в виде молодой женщины с серебряными волосами, которая спускалась с небес по радуге и охраняла детей с помощью золотого лука. Киргизские язычники обращались к Умай-энэ при рождении и болезни детей. Кумандинские язычники считали, что Умай-энэ (как и женское божество огня) боится воды.
По мнению Ш. Р. Шакуровой и В. Г. Котова, богиня Умай родственна птице Хумай башкирского фольклора
От-Эне
От-Эне (Мать-огонь) — особо почитаемое, благословенное, светлое божество в мифологии алтайцев.
От-Эне (от эне — «мать-огонь») представляли как девицу или мать о тридцати головах, с ушами из выгнутого камыша, с украшениями на голове, одетую в белые одежды. Она хозяйка трехногого (трехгранного) очага, который является священным местом в жилище. К ней обращали многочисленные благопожелания с просьбой о защите жилища, детей, домашнего скота, покровительницей которых она считалась. В качестве жертвы ей кропили огонь молоком и чаем. По языческой алтайской мифологии божество женского пола От-Эне на девятом слое неба, подчинена Кёк-Менку и является посредником между человеком, духами и божествами. Пока человек питался травой и плодами, он не имел нужды в огне и не знал его. После определения человеку иной пищи, Ульгень достал своей рукой с неба два камня — белый и чёрный, взял лист сухой травы и в ладонях измял его, потом положил траву на один камень, ударил другим, отчего вылетели искры, и трава загорелась. Так появился первый огонь.

## Генеалогические мифы
Известно две версии мифов о происхождении племени тюрк. Первая повествует об истреблении предков тюрок, в результате чего остался лишь один десятилетний мальчик, которому отрубили руки и ноги, а затем бросили в болото. Здесь его встретила волчица, которая вскормила ребёнка, благодаря чему он выжил. После этого волчица бежит на Алтай, где у неё рождается десять антропоморфных детей (имя одного из которых будет Ашина), которые затем размножились и под предводительством Асянь-ше вышли из пещеры и стали вассалами жужаней. По второй версии, все тюрки вышли из рода Со, произошедшего от волчицы, позже погибшего, от которых осталось лишь четыре внука (волчицы), одним из них был Асянь-ше. Здесь обе версии мифа смыкаются.

## Мифология тюркоязычных народов Малой и Центральной Азии, Кавказа, Крыма и Западной Сибири[28]
Тюркская мифология сохранилась в данных регионах лишь в пережитках, в основном она была вытеснена исламом, а также подверглась сильному влиянию иранской культуры — девы, пари, аждарха и другие. Несколько отдельно стоят албасты, в которых древнетюркский элемент прослеживается до сих пор.
Пережитком являются и такие явления как культ предков, почитание волка, а также духи-хранители кут.

## Мифология тюркоязычных народов Поволжья и Урала
На территории Поволжья и Урала проживает три тюркоязычных народа — башкиры, татары и чуваши. Языческие представления более чётко остались лишь у чувашей, так как христианизация их не закончилась ещё и к концу XIX века. Но среди исследователей нет согласия, какие черты религиозных верований чувашей остались от древнетюркской мифологии.
Как отмечает В. Н. Басилов, древнетюркская и иранская мифология выражена здесь слабо, а некоторые названия мифических существ более у других народов (вне региона) не встречаются: шурале, бичура и другие. Связано это, скорее всего, с древними традициями финно-угорского населения.

## Мифология саяно-алтайских тюркоязычных народов
Довольно много мифологических сюжетов осталось у алтайцев, хакасов, тувинцев и шорцев. Здесь и почитание земли и рек, неба и жертвоприношения ему, почитание Йер-суг и Умай. У алтайцев, хотя и несколько изменённо, существует миф о происхождении древних тюрок.